# Інститут прикладної математики та фундаментальних наук
Інститут прикладної математики та фундаментальних наук Національного університету «Львівська політехніка» (ІМФН) — навчально-науковий структурний підрозділ Національного університету «Львівська політехніка».

## Загальна інформація
Студенти ІМФН здобувають базову вищу освіту за такими напрямами підготовки:
- Міжнародна інформація,
- Міжнародні відносини,
- Прикладна фізика,
- Прикладна математика,
- Інформатика,
- Інженерне матеріалознавство,
- Математичне та комп'ютерне моделювання,
- Соціальна інформатика.

## Історія
Інститут прикладної математики та фундаментальних наук Інститут прикладної математики та фундаментальних наук (ІМФН) утворено в листопаді 2001 р. на базі факультету прикладної математики для об'єднання у межах одного структурного підрозділу кафедр, які забезпечують фундаментальну підготовку студентів усіх базових напрямів. Підготовку висококваліфікованих фахівців для сучасних та майбутніх потреб суспільства забезпечують три випускові кафедри: прикладної математики, міжнародної інформації та інженерного матеріалознавста та прикладної фізики.
Навчальний процес на кафедрах інституту забезпечують 173 викладачі, серед яких 27 професорів, докторів наук та 143 кандидати наук, доценти. Очолює ІМФН доктор фізико-математичних наук, професор Петро Іванович Каленюк.
Матеріально-технічна база підготовки фахівців — це 9 комп'ютерних класів і 41 лабораторія, обладнані найсучаснішою технікою та програмним забезпеченням. Усі комп'ютери з'єднані локальною мережею. Студенти мають можливість безкоштовного доступу до ресурсів всесвітньої мережі Інтернет.
Висококваліфіковані викладачі, спеціалізовані гуртки, олімпіади, участь у вишівських, міжнародних конференціях і конкурсах дають студентам неоціненний досвід і широкий спектр знань у галузі комп'ютерних систем і мереж та найсучасніших комп'ютерних інформаційних технологій.

 Зараз інститут очолює доктор фізико-математичних наук, професор Петро Іванович Каленюк.

## Кафедри
У структурі інституту підготовку фахівців забезпечують сім загальноосвітніх кафедр:

### Кафедра вищої математики (ВМ)
Кафедра розміщена в навчальному корпусі № 4 (вул. Митрополита Андрея, 5 к.218.) 
Завідувач кафедри — д.ф.-м.н., проф. Філевич Петро Васильович.

### Кафедра загальної фізики (КФЗ)
Кафедра розміщена в головному навчальному корпусі, (вул. С. Бандери, 12; к.136.) 
Завідувач кафедри — к.ф.-м.н., проф. Лопатинський Іван Євстахович

### Кафедра прикладної фізики та наноматеріалознавства (ПФН)
Кафедра розміщена в навчальному корпусі № 10,(вул. Устияновича, 5; к.32.) 
Завідувач кафедри — д.т.н., проф. Андрущак Анатолій Степанович.

### Кафедра міжнародної інформації (МІ)
Кафедра розміщена в навчальному корпусі №&nbsp3, (Пл. Святого Юра, 1;, к.126.) 
Завідувач кафедри — д.політ.н, доцент Гулай Василь Васильович

### Кафедра нарисної геометрії та інженерної графіки (НГГ)
Кафедра розміщена в навчальному корпусі № 4,(вул. Митрополита Андрея, 5 к.110.) 
Завідувач кафедри — д.т.н., проф. Афтаназів Іван Семенович

### Кафедра обчислювальної математики та програмування (ОМП)
Кафедра розміщена в навчальному корпусі № 4,(вул. Митрополита Андрея, 5 к.222.) 
Завідувач кафедри — д.ф.-м.н., проф. Демків Ігор Іванович

### Кафедра прикладної математики (ПМ)
Кафедра розміщена в навчальному корпусі № 4,(вул. Митрополита Андрея, 5 к.213.) 
Завідувач кафедри — д.ф-м.н, проф. Маркович Богдан Михайлович.

## Підрозділи інституту прикладної математики та фундаменталних наук (ІМФН) (секції, лабораторії)
В Інституті прикладної математики та фундаментальних наук наявні такі лабораторії:
- Лабораторія нанофізики і молекулярної енергетики

Керівник: Григорчак Іван Іванович, д.т.н. професор 

Науковий керівник: Григорчак Іван Іванович, д.т.н. професор, с.н.с.

18-й корпус кімнати: 1-2, 7, 8 

20-й корпус кімнати: 121, 322, 324—326. 

В лабораторії розробляються:
- джерела живлення;
- надвисокоємкі джерела струму з літієвим анодом і нанокомпозитним катодом;
- літій-іонні акумулятори підвищеної потужності;
- магній-іонні акумулятори;
- функціонально-гібридні гальваноконденсаторні елементи.

На базі лабораторії студенти виконують курсові роботи та лабораторні роботи з різних спецкурсів.
- Науково дослідна лабораторія — 58

Керівник: Маркович Богдан Михайлович, д. фіз.-мат. н., професор 

Науковий керівник: Костробій Петро Петрович, д. фіз.-мат. н., професор

ІІІ корпус, кім. 127 

Офіційний

## Вчена рада інституту прикладної математики та фундаментальних наук (ІМФН)
- Каленюк Петро Іванович — голова вченої ради, доктор фізико-математичних наук, професор, директор ІМФН;
- Мединський Ігор Павлович — кандидат фізико-математичних наук, доцент;
- Понеділок Григорій Володимирович — к. фіз.-мат.н., доцент, декан з повної вищої освіти;
- Бандирський Богдан Йосипович — к.фіз.-мат.н., доцент, декан з базової вищої освіти;
- Скульський Михайло Юліанович  — д.фіз.-мат.н., проф., заст. дир. з вих. та орг.-госп. роботи;
- Афтаназів Іван Семенович — д. т..н., проф., зав. каф. НГГ;
- Григорчак Іван Іванович — д.т.н., проф., зав. каф. ІМПФ;
- Костробій Петро Петрович  — д.фіз.-мат.н., проф., зав. каф. ПМ;
- Лопатинський Іван Євстахович — к.фіз.-мат.н., проф., зав. каф. фізики;
- Волошкевич Петро Павлович — к.фіз.-мат.н., доцент, доц. каф. НГГ;
- Гончар Федір Михайлович — к.фіз.-мат.н., доцент, доц. каф. фізики;
- Гошко Любомир Васильович — к.фіз.-мат.н., доцент, доц. каф. ВМ;
- Гулай Василь Васильович  — к.іст.н., доцент, доц. каф. МІ;
- Ільків Володимир Степанович  — д.фіз.-мат.н., проф., проф. каф. ОМП;
- Ільчук Григорій Архипович  — д.фіз.-мат.н., проф., проф. каф. фізики;
- Кутнів Мирослав Володимирович — д.фіз.-мат.н., проф., проф. каф. ПМ;
- Лукіянець Богдан Антонович — д.фіз.-мат.н., проф., проф. каф. ІМПФ;
- Мусій Роман Степанович  — д.фіз.-мат.н., проф., проф. каф. ВМ;
- Нитребич Зіновій Миколайович — к.фіз.-мат.н., доцент, доц. каф. ОМП;
- Сухорольський Михайло Антонович — д.т.н., проф., проф. каф. ВМ;
- Алєксєєв Владислав Ігорович — голова секції РМВ Інституту;
- Франків Василь Любомирович — студ. гр. ПМ-31;
- Т.-Т. Соловей — студ. голова Колегії та профбюро ІМФН

## Партнери інституту прикладної математики та фундаментальних наук (ІМФН)
Інститут фізики конденсованих систем НАН України 

Інститут забезпечує:
- навчальні курси з різних дисциплін,
- написання курсових робіт студентами кафедри,
- написання дипломних робіт студентами кафедри.

Міжнародний інститут прикладного системного аналізу
- «Методи просторової інвентаризації емісій парникових газів Кіотського протоколу з врахуванням їх невизначеностей»,
- «Регіональний просторовий кадастр емісій парникових газів з врахуванням невизначеностей вхідних даних»

Інститут системного аналізу Польської академії наук
«Геоінформаційні технології, просторово-часові підходи та оцінювання повного вуглецевого балансу для підвищення точності інвентаризацій парникових газів».

## Адреса
вул. Митрополита Андрея, 5, м. Львів, 79013 

IV навчальний корпус Національного університету «Львівська політехніка», кімната 212а